# Кейнсіанське відродження 2008–2009 років

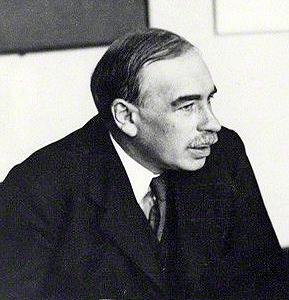
Джон Мейнард Кейнс

Фінансова криза 2008 року супроводжувалася глобальним відродженням інтересу до кейнсіанської економіки серед видатних економістів та політиків. Це включало обговорення та впровадження економічної політики відповідно до рекомендацій Джона Мейнарда Кейнса у відповідь на Велику депресію 1930-х років, зокрема, фіскального стимулювання та експансіоністської монетарної політики.
З кінця Великої депресії до початку 1970-х років кейнсіанська економіка була основним джерелом натхнення для розробників економічної політики в західних індустріальних країнах. Вплив теорій Кейнса зменшився у 1970-х роках через стагфляцію та критику з боку Фрідріха Гаєка, Мілтона Фрідмана, Роберта Лукаса-молодшого та інших економістів, які менше вірили у здатність державного втручання регулювати економіку, або ж виступали проти кейнсіанської політики з інших причин. З початку 1980-х до 2008 року серед економістів панував консенсус, що фіскальні стимули будуть неефективними навіть під час рецесії, і така політика лише зрідка застосовувалася урядами розвинених країн.
У 2008 році відомі економічні журналісти та економісти почали висловлюватися на користь кейнсіанського стимулювання. Починаючи з жовтня, політики почали оголошувати про значні пакети стимулів для запобігання глобальній депресії. На початку 2009 року серед світових економістів існувало широке визнання необхідності фіскального стимулювання. Проте наприкінці 2009 року консенсус серед економістів почав руйнуватися. У 2010 році, коли депресії вдалося уникнути, але рівень безробіття в багатьох країнах залишався високим, політики загалом вирішили відмовитися від подальшого фіскального стимулювання, а деякі з них висловлювали занепокоєння щодо державного боргу. У спробах підвищити економічну активність продовжували використовувати нетрадиційну монетарну політику. До 2016 року зростало занепокоєння, що монетарна політика досягає межі своєї ефективності, і деякі країни почали повертатися до фіскального стимулювання.

## Передісторія

### Конкурентні погляди на макроекономічну політику
Макроекономічна політика зосереджується на урядових рішеннях високого рівня, які впливають на національну економіку в цілому, а не на рішеннях нижчого рівня, що стосуються ринків конкретних товарів і послуг. Кейнс був першим економістом, який популяризував макроекономіку, а також ідею про те, що уряди можуть і повинні втручатися в економіку, щоб полегшити страждання, спричинені безробіттям. До кейнсіанської революції, яка відбулася після публікації «Загальної теорії» Кейнса у 1936 році, панівною була ортодоксальна думка, що економіка природним чином встановить повну зайнятість. Революція була настільки успішною, що період, який охоплює період після Другої світової війни і приблизно до 1973 року, називають епохою Кейнса. Стагнація економічних показників на початку 1970-х років успішно зруйнувала попередній консенсус щодо кейнсіанської економіки та забезпечила підтримку контрреволюції. Монетаристська школа Мілтона Фрідмана відіграла важливу роль у витісненні ідей Кейнса як в академічних колах, так і в практичному світі економічної політики. Ключовою спільною рисою антикейнсіанських шкіл є те, що вони стверджували про неефективність або неактуальність політики. Хоча теоретичні обґрунтування різняться, всі школи вважають, що державне втручання буде набагато менш ефективним, ніж вважав Кейнс, а деякі прихильники навіть стверджують, що в довгостроковій перспективі інтервенціоністська політика завжди буде контрпродуктивною.

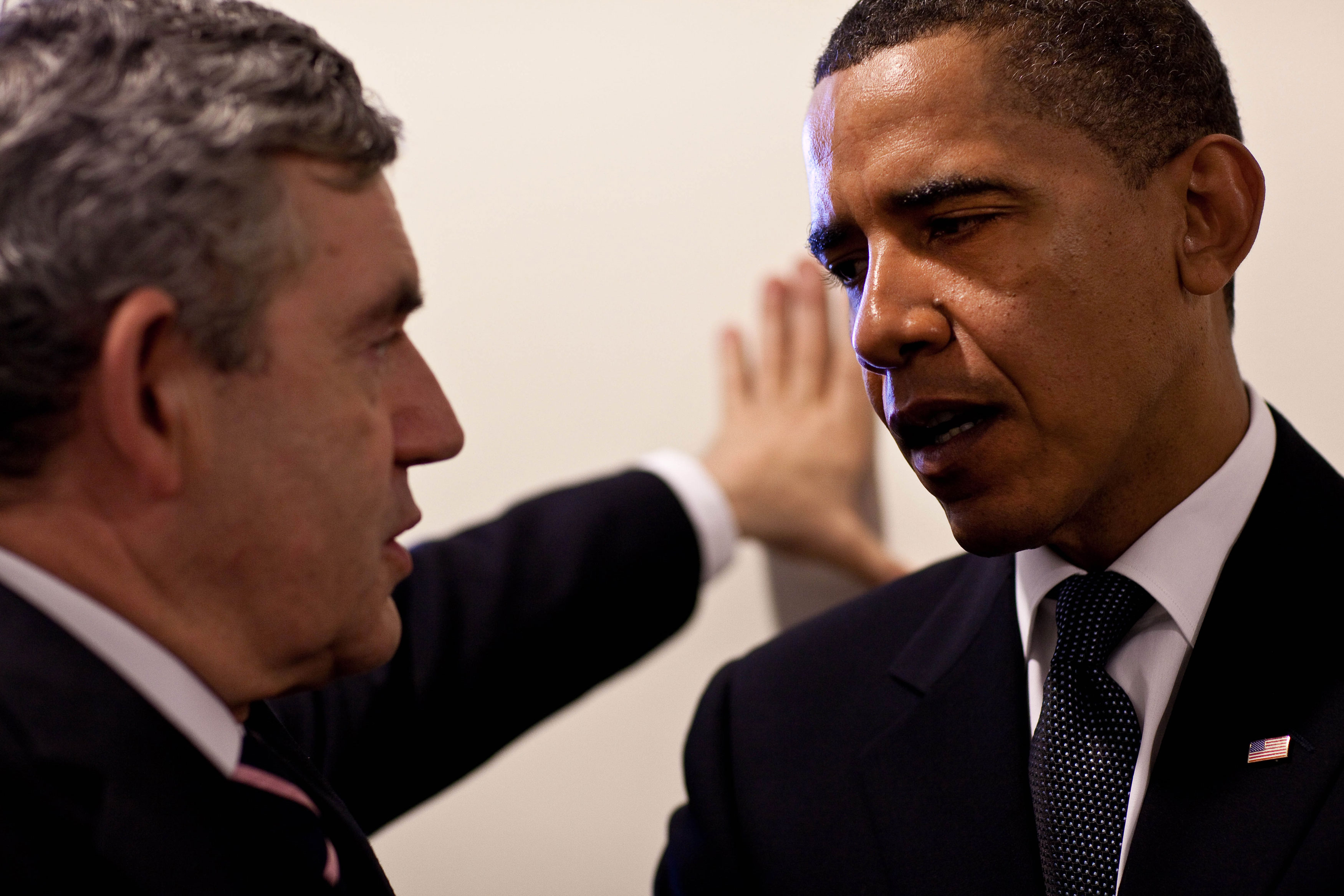
Президент Барак Обама зустрічається з прем'єр-міністром Гордоном Брауном після засідання Ради Безпеки ООН у Нью-Йорку у 2009 році

Кейнсіанська економіка виникла після Кейнсіанської революції. На відміну від нещодавнього відродження кейнсіанської політики, революція спочатку полягала у зміні теорії. Було кілька експериментів у сфері політики, які можна розглядати як попередники ідей Кейнса, зокрема, знаменитий «Новий курс» президента Франкліна Д. Рузвельта. На ці експерименти більше впливали мораль, геополітика та політична ідеологія, ніж нові досягнення в економіці, хоча Кейнс знайшов певну підтримку в Сполучених Штатах для своїх ідей про антициклічну політику громадських робіт ще в 1931 р. За словами Гордона Флетчера, «Загальна теорія» Кейнса надала концептуальне обґрунтування політиці типу «Нового курсу», якого не вистачало тогочасній усталеній економічній науці. Це було надзвичайно важливо, оскільки за відсутності належного теоретичного підґрунтя існувала небезпека, що спеціальна політика поміркованого втручання буде витіснена екстремістськими рішеннями, як це вже сталося в більшій частині Європи. Однак Кейнс не погоджувався з усіма аспектами Нового курсу; він вважав, що майже негайне пожвавлення ділової активності після запуску програми можна пояснити лише небезпечними психологічними факторами, такими як зростання довіри, викликане натхненною ораторською промовою Рузвельта.

## Кейнсіанське піднесення 1941-1979
Працюючи над своєю «Загальною теорією», Кейнс писав Джорджу Бернарду Шоу: "Я вважаю, що пишу книгу з економічної теорії, яка значною мірою зробить революцію - не одразу, але протягом наступних десяти років - у тому, як світ думає про економічні проблеми. ... Я не просто сподіваюся на те, що кажу, я цілком у цьому впевнений". Ідеї Кейнса швидко утвердилися як нові підвалини мейнстрімної економіки, а також як головний натхненник для розробників економічної політики індустріальних країн приблизно з 1941 року і до середини 70-х років, особливо в англомовних країнах. Період 1950-х і 1960-х років, коли вплив Кейнса був на піку, багатьом здавався в ретроспективі золотим віком.
У той час, на відміну від десятиліть перед Другою світовою війною, індустріально розвинені країни та більшість країн, що розвиваються, мали високі темпи зростання, низький рівень безробіття та надзвичайно низьку частоту економічних криз. Наприкінці 1965 року журнал "Тайм" опублікував обкладинку з заголовком, натхненним висловом Мілтона Фрідмана, який пізніше асоціювався з Річардом Ніксоном: "Ми всі тепер кейнсіанці"; у статті описувалися винятково сприятливі економічні умови, які тоді панували, і повідомлялося, що "вашингтонські економічні менеджери досягли цих висот завдяки своїй прихильності до центральної теми Кейнса: сучасна капіталістична економіка не працює з найвищою ефективністю автоматично, але може бути піднята до цього рівня втручанням і впливом уряду". У статті також зазначається, що Кейнс був одним з трьох найвидатніших економістів, а його «Загальна теорія» мала більший вплив, ніж «Магна опера» його конкурентів, а саме «Багатство народів» Адама Сміта та «Капітал» Карла Маркса.

## Витіснення монетаризмом і новою класичною економікою 1979-1999
Наприкінці 1950-х років цю роль почав перебирати на себе Мілтон Фрідман.
Хвиля критики кейнсіанської економіки, особливо з боку Мілтона Фрідмана, провідної фігури монетаризму, та Фрідріха Гаєка, представника австрійської школи, була викликана стагфляцією 1970-х років. Низка подій, що сприяли цій економічній ситуації, включала введення Річардом Ніксоном контролю над заробітною платою і цінами 15 серпня 1971 року та одностороннє скасування Бреттон-Вудської системи в 1972 році, припинення прямої конвертованості долара США в золото, а також нафтову кризу 1973 року і рецесію, що настала після неї.

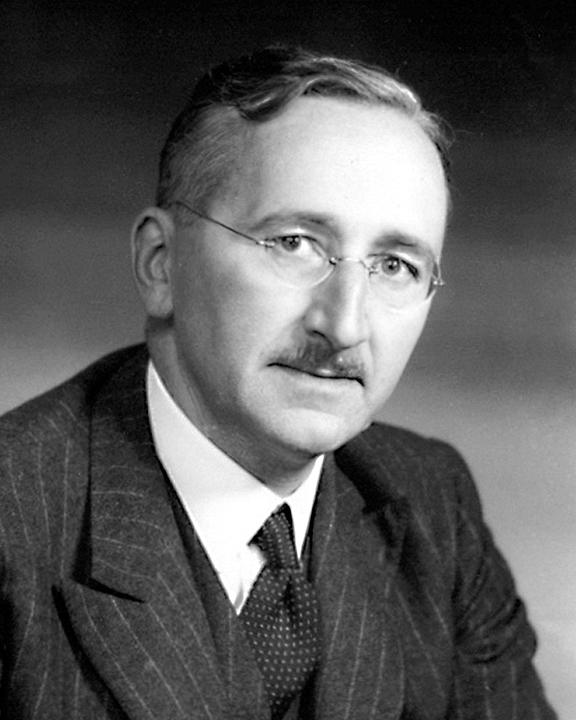
Фрідріх Гаєк, провідний сучасний критик Кейнса. Мілтон Фрідман почав виконувати цю роль наприкінці 1950-х років.

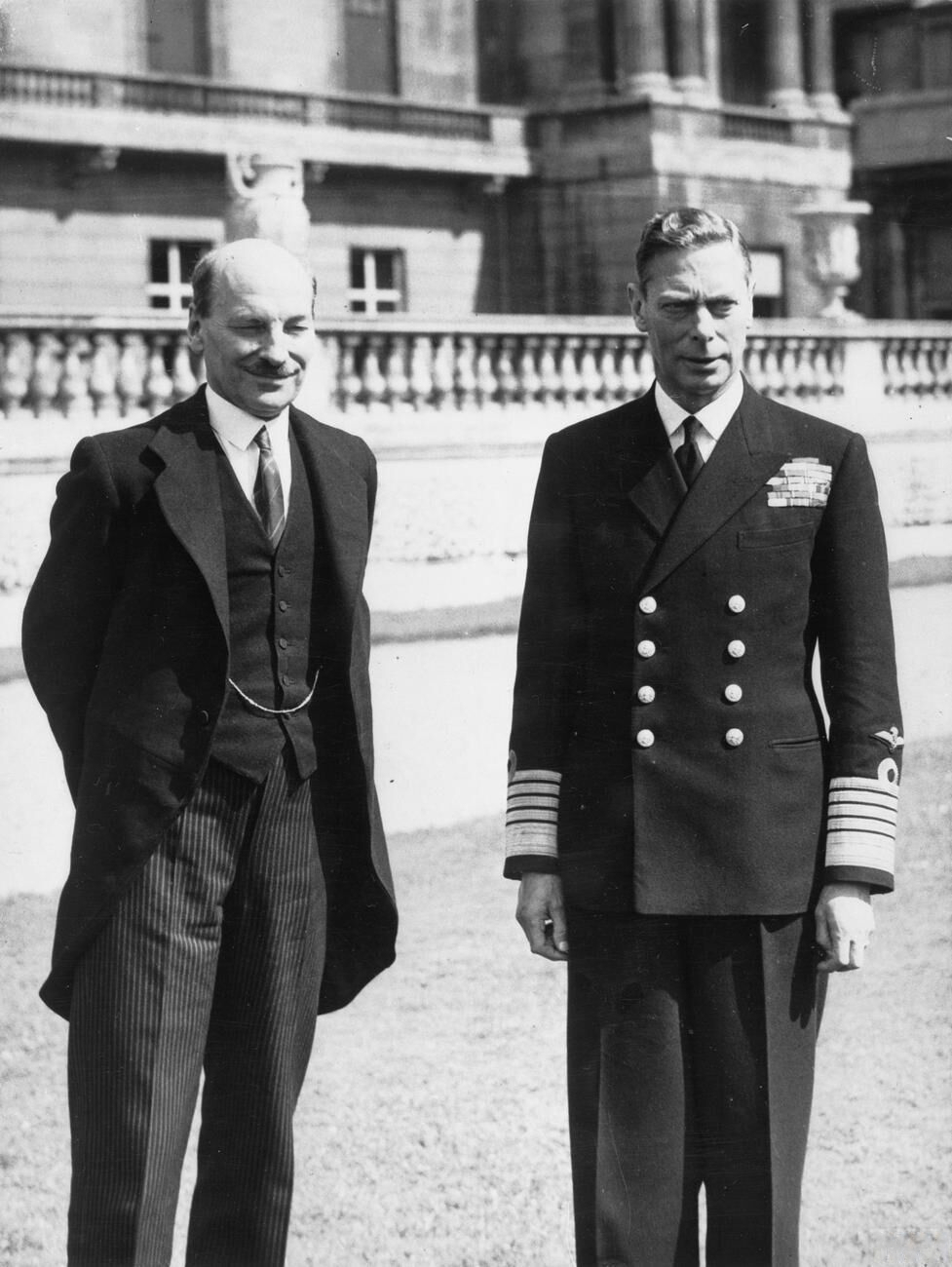
Прем'єр-міністр Клемент Еттлі (ліворуч) з королем Георгом VI. Еттлі формував британську післявоєнну економічну політику на ідеях Кейнса.

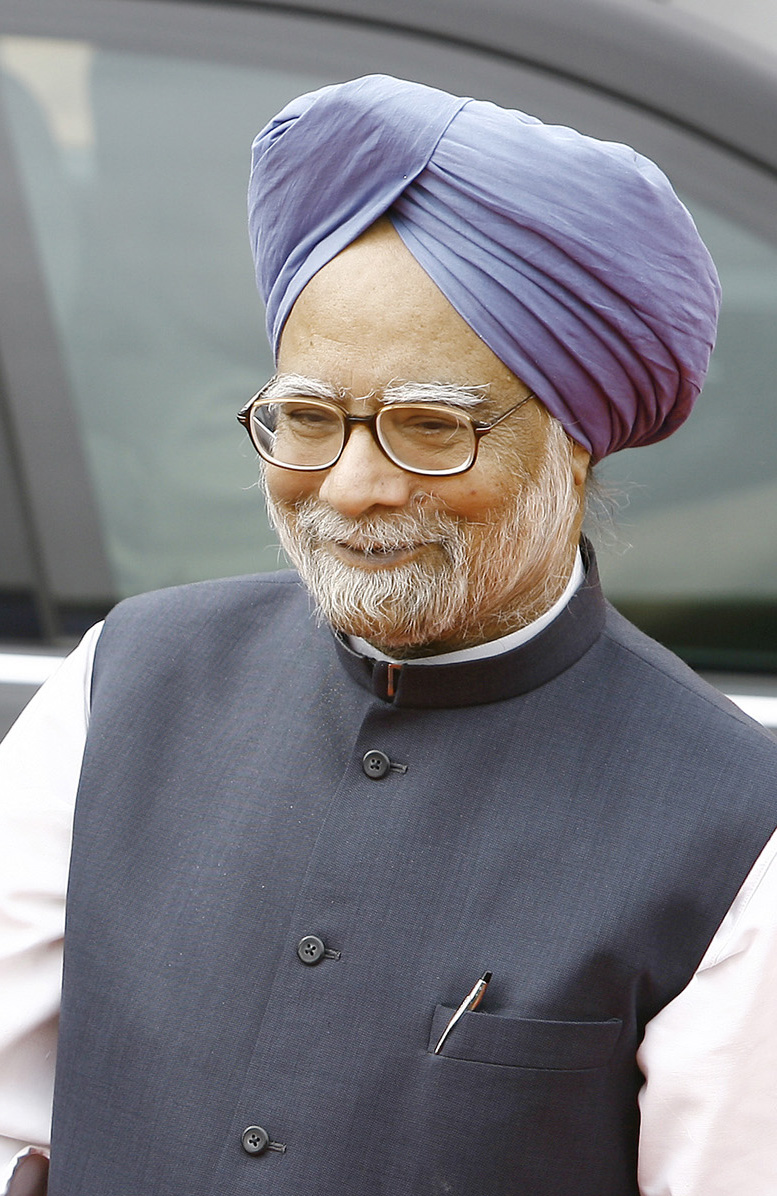
Під час свого перебування на посаді 13-го прем'єр-міністра Індії економіст Манмохан Сінгх рішуче висловився на підтримку кейнсіанського фіскального стимулювання на Вашингтонському саміті G-20 у 2008 році.

У 1976 році Роберт Лукас з Чиказької школи економіки представив критику Лукаса, яка поставила під сумнів логіку кейнсіанської макроекономічної політики. Нова класична економіка стала домінуючою школою в макроекономіці. До середини 1970-х років політики почали втрачати впевненість в ефективності державного втручання в економіку. У 1976 році прем'єр-міністр Великої Британії Джеймс Каллаген заявив, що можливості "вийти з рецесії за рахунок витрат" більше не існує. 1979 року обрання Маргарет Тетчер прем'єр-міністром привело монетаризм в економічну політику Великої Британії. У Сполучених Штатах Федеральна резервна система під керівництвом Пола Волкера прийняла подібну політику посилення монетарної політики для контролю над інфляцією.
У світі практичної політики, на відміну від економіки як академічної дисципліни, монетаристські експерименти у Сполучених Штатах і Британії на початку 1980-х років стали вершиною антикейнсіанства і зростання впливу досконалої конкуренції. Сильна форма монетаризму, яку випробовували в цей час, стверджувала, що фіскальна політика не має ефекту, і що монетарна політика повинна лише намагатися таргетувати грошову масу для контролю інфляції, не намагаючись таргетувати реальні відсоткові ставки. Це суперечило кейнсіанській точці зору, згідно з якою монетарна політика повинна таргетувати процентні ставки, які, на думку кейнсіанців, можуть впливати на рівень безробіття. Монетаризму вдалося знизити інфляцію, але ціною рівня безробіття, що перевищив 10%, спричинивши найглибшу рецесію в розвинених країнах з часів Великої депресії та важку боргову кризу в країнах, що розвиваються. Всупереч монетаристським прогнозам, зв'язок між грошовою масою та рівнем цін виявився ненадійним у коротко- та середньостроковій перспективі. Ще одним монетаристським прогнозом, який не підтвердився на практиці, було те, що швидкість обігу грошей не залишалася постійною, а навпаки, різко знизилася. Банк Англії відмовився від таргетування грошового агрегату М3 у жовтні 1985 року; Федеральна резервна система США почала збільшувати грошову масу вище рекомендованих монетаристами порогових значень без жодного впливу на інфляцію і відмовилася від монетаризму до 1984 року.

## Кейнсіанські контртечії 1999-2007
До 1999 року азійська фінансова криза 1997 року та жорстка реакція Міжнародного валютного фонду (МВФ) принаймні частково дискредитували політику вільного ринку в очах політиків країн, що розвиваються. Країни, що розвиваються, в цілому припинили мати дефіцит поточного рахунку платіжного балансу в 1999 році, в основному завдяки урядовим інтервенціям, спрямованим на девальвацію національних валют, що сприяло створенню валютних резервів для захисту від майбутніх криз і допомогло їм досягти зростання за рахунок експорту замість того, щоб покладатися на ринкові сили.
Що стосується розвинутих економік, то, хоча після азійських криз було багато розмов про реформування міжнародної фінансової системи, лише після краху ринку доткомів наприкінці 1990-х - на початку 2000-х років відбувся значний відхід від політики вільного ринку. У Сполучених Штатах уряд Джорджа Буша-молодшого повернувся до поміркованої форми ключової валюти, а саме - монетарної політики. Буша до поміркованої форми кейнсіанської політики зі зниженням відсоткових ставок для зменшення безробіття та запобігання рецесії, а також певною формою фіскального втручання з екстреним зниженням податків для збільшення витрат. У Великій Британії канцлер казначейства Гордон Браун офіційно заявив, що "справжнім викликом було інтерпретувати ідеї Кейнса для сучасного світу".
Проте американські та британські політики продовжували ігнорувати багато елементів кейнсіанського мислення, таких як рекомендація уникати значних торговельних дисбалансів і скорочувати державний дефіцит у роки буму. У перші 8 років 2000-х років глобального повернення до кейнсіанської економіки не відбулося. Європейська політика стала дещо більш інтервенціоністською після початку 21-го століття, але зсув у кейнсіанському напрямку був меншим, ніж у випадку Сполучених Штатів і Великої Британії; проте континентальні європейці загалом не прийняли ідею вільного ринку так само щиро, як англомовний світ у 1980-х і 1990-х. Японія використовувала помірковану кейнсіанську політику в дев'яностих роках, а з урядом Дзюнічіро Коїдзумі у 2001-2006 роках переключилася на неолібералізм.
У першій половині 2000-х років вплив вільного ринку залишався сильним у потужних нормативних установах, таких як Світовий банк, МВФ, а також у відомих засобах масової інформації, що формують громадську думку, таких як Financial Times та The Economist. Думка Вашингтонського консенсусу про те, що дисбаланси поточного рахунку не мають значення, продовжувала існувати навіть перед обличчям стрімкого зростання дефіциту Сполучених Штатів, а домінуюча академічна думка перейшла до думки про те, що дисбаланси є нестійкими лише до 2007 року. Іншою помітною антикейнсіанською думкою, яка залишалася домінуючою в політичних колах Сполучених Штатів та Великобританії, була ідея про те, що ринки працюють найкраще, якщо вони не підлягають державному регулюванню .
У світі громадської думки спостерігався сплеск голосної, але нечисленної опозиції до сирого вільного ринку, а антиглобалістські протести ставали все більш помітними після 1998 року. До 2007 року з'явилися бестселери, що пропагували кейнсіанську або, принаймні, про-змішану економічну політику; серед них - «Шок-доктрина» Наомі Кляйн та «Валютні війни» Сун Хунбінга. В академічному світі частковий перехід до кейнсіанської політики залишився майже непоміченим.

## Про відродження кейнсіанства
Після фінансової кризи 2008 року та пошуку виходу з кризи, всесвітній рух до кейнсіанського фінансування дефіциту та загальне відродження кейнсіанської політики призвели до нового економічного консенсусу, який передбачав переоцінку або навіть відмову від нормативних суджень з низки тем. Найбільше уваги кейнсіанці приділяли фіскальному стимулюванню, яке застосовували багато держав у відповідь на Велику рецесію. Директор-розпорядник МВФ Домінік Стросс-Кан виступав за глобальне фіскальне стимулювання вже в січні 2008 року.
Гордон Браун заручився підтримкою фіскального стимулювання серед світових лідерів на вересневій Генеральній Асамблеї ООН, після чого заручився згодою Джорджа Буша на проведення першого саміту лідерів G20 . Наприкінці 2008 та 2009 років пакети фіскального стимулювання були широко запроваджені по всьому світу, причому пакети в країнах G20 в середньому становили близько 2% ВВП, а співвідношення між державними витратами та зниженням податків було приблизно 2:1. Стимулювання в Європі було помітно меншим, ніж у великих країнах G20 в інших місцях. Інші сфери, де думка повернулася до кейнсіанської перспективи, включають:
- Дисбаланси світової торгівлі. Кейнс надавав великого значення уникненню великих торговельних дефіцитів або профіцитів; після витіснення кейнсіанства на Заході поширилася думка, що уряди не повинні ними перейматися. З кінця 2008 року дисбаланси знову широко розглядаються як сфера для занепокоєння урядів[9][26]. У жовтні 2010 року Сполучені Штати запропонували можливий план вирішення глобальних дисбалансів з цілями обмеження профіциту поточного рахунку, подібними до тих, що були запропоновані Кейнсом у Бреттон-Вудсі[27].
- Контроль за рухом капіталу. Кейнс рішуче виступав за використання засобів контролю для обмеження міжнародного руху капіталу, особливо короткострокових спекулятивних потоків; у 1970-х і 1980-х роках думка західних економістів та інституцій рішуче змінилася проти них. У 2009 та 2010 роках контроль за рухом капіталу знову став розглядатися як прийнятна частина інструментарію макроекономічної політики уряду, хоча такі інституції, як МВФ, все ще застерігають від надмірного використання[28][9]. На відміну від політики стимулювання, повернення до контролю за рухом капіталу все ще мало місце наприкінці 2012 року[29][30][31].
- Скептично ставиться до ролі математики в академічній економіці та у прийнятті економічних рішень. Незважаючи на свою математичну освіту, Кейнс залишався скептиком щодо корисності математичних моделей для вирішення економічних проблем. Математика ставала все більш центральною в економіці навіть під час кар'єри Кейнса, а ще більше - впродовж десятиліть після його смерті. Хоча відродження кейнсіанства не призвело до загальної зміни поглядів на корисність складної математики, лунали численні заклики до розширення економічної науки за рахунок подальшого використання інших дисциплін, окрім математики. У практичній сфері банківської справи та фінансів лунали застереження проти надмірного покладання на математичні моделі, які вважаються однією з причин кризи 2008-2009 років[32][9].

## Серед політиків
У березні 2008 року провідний журналіст з питань вільного ринку Мартін Вольф, головний економічний оглядач Financial Times, оголосив про смерть мрії про глобальний капіталізм вільного ринку і процитував Йозефа Акермана, головного виконавчого директора Дойче Банку, який сказав: "Я більше не вірю в здатність ринку до самовідновлення. " Невдовзі після цього економіст Роберт Шиллер почав виступати за активне державне втручання для подолання фінансової кризи, посилаючись на Кейнса. Макроекономіст Джеймс К. Гелбрейт використав 25-ту щорічну видатну лекцію Мілтона Фрідмана, щоб розпочати широку атаку на консенсус щодо монетаристської економіки, і стверджував, що кейнсіанська економіка є набагато доречнішою для подолання криз, що виникають.
Багато дискусій серед політиків відображали прихильність Кейнса до міжнародної координації фіскальних або монетарних стимулів, а також до міжнародних економічних інститутів, таких як МВФ і Світовий банк, які він допоміг створити в Бреттон-Вудсі в 1944 році, і які, на думку багатьох, повинні бути реформовані в "новому Бреттон-Вудсі"; це було очевидно на зустрічах G20 і АТЕС у Вашингтоні, округ Колумбія, і Лімі, Перу, в листопаді 2008 року, а також у скоординованому зниженні процентних ставок багатьма країнами в листопаді і грудні 2008 року. Економісти МВФ та Організації Об'єднаних Націй, а також політичні лідери, такі як прем'єр-міністр Великої Британії Гордон Браун, виступали за скоординований міжнародний підхід до фіскального стимулювання.
Президент Світового банку Роберт Зеллік виступив за те, щоб усі розвинені країни зобов'язалися відраховувати 0,7 відсотка свого пакету стимулів до фонду допомоги країнам, що розвиваються. Дональд Марквелл та інші стверджували, що відсутність ефективного міжнародного підходу в дусі Кейнса може призвести до повернення економічних причин міжнародних конфліктів, які Кейнс визначив ще в 1930-х роках.
Першою країною, яка оголосила про суттєві фіскальні стимули, стала Велика Британія, а канцлер Алістер Дарлінг посилався на Кейнса, коли оприлюднював плани фіскальних стимулів для запобігання найгіршим наслідкам рецесії.  Пізніше Ед Боллс описав ці заходи як перший випадок, коли післявоєнний британський уряд зміг зустріти рецесію «класичною кейнсіанською відповіддю». У своїй автобіографії, опублікованій у 2011 році, Дарлінг згадує, що на його реакцію на кризу «величезний вплив справило мислення Кейнса, як і на більшість урядів інших країн».
За заявою Дарлінга про стимулювання економіки швидко послідувала аналогічна заява Китаю, а протягом наступних кількох тижнів і місяців - європейських країн, США та інших країн світу. У своїй промові 8 січня 2009 року новообраний президент Барак Обама представив план значних внутрішніх витрат на боротьбу з рецесією, що ще більше відображає кейнсіанське мислення. План був підписаний ним 17 лютого 2009 року. У Конгресі США відбулися широкі дебати щодо необхідності, адекватності та ймовірних наслідків цього пакету, який був скорочений з 819 до 787 мільярдів доларів під час його проходження через Сенат.
21 січня 2010 року президент Обама схвалив правило Волкера. Це була пропозиція американського економіста Пола Волкера обмежити банки у здійсненні спекулятивних інвестицій, які не приносять користі їхнім клієнтам.  Волкер стверджував, що така спекулятивна діяльність відіграла ключову роль у нещодавній світовій фінансовій кризі. У вересні 2010 року Обама оголосив про плани щодо нового стимулюючого плану на суму 180 мільярдів доларів.
Поновлений інтерес до кейнсіанських ідей не обмежувався західними країнами, і стимулюючі плани були загальною реакцією на кризу з боку країн усього світу. Пакет стимулів в Азії був нарівні з пакетами в Європі та Америці. У промові, виголошеній у березні 2009 року під назвою «Реформа міжнародної валютної системи», Чжоу Сяочуань, голова Народного банку Китаю, відродив ідею Кейнса про централізовано керовану глобальну резервну валюту. Д-р Чжоу висловив жаль, що пропозиція Кейнса щодо введення банкору не була прийнята в Бреттон-Вудсі в 1940-х роках. Він стверджував, що національні валюти не підходять для використання глобальними резервними валютами через дилему Тріффіна та труднощі, з якими стикаються емітенти резервних валют, намагаючись одночасно досягти своїх внутрішніх цілей монетарної політики та задовольнити попит інших країн на резервну валюту. Чжоу запропонував поступовий перехід до прийняття спеціальних прав запозичення (СПЗ) МВФ як централізовано керованої глобальної резервної валюти. Думка Чжоу була підтримана в червні 2009 року МВФ, а у вересні була описана Financial Times як найсміливіша заява року з боку Китаю.
У відомій статті про гегемонію долара, опублікованій в Asia Times Online 11 квітня 2002 року, Генрі С.К. Лю стверджував, що «кейнсіанська точка відліку полягає в тому, що повна зайнятість є основою хорошої економіки. Саме через повну зайнятість за справедливою заробітною платою можна найкраще вирішити всі інші економічні проблеми за допомогою гнучкої монетарної політики».  Лю також виступав за деномінацію китайського експорту в китайській валюті (юань), як крок до звільнення Китаю від обмежень надмірної залежності від долара.

## Ефективність
За словами Анатоля Калецького, за кейнсіанськими стимулами швидко послідувало «відновлення зростання в одній країні за іншою, приблизно пропорційно до розміру різних стимулюючих планів». Китай був однією з перших країн, яка запустила значний пакет фіскальних стимулів, оцінений у 586 мільярдів доларів на два роки, а в лютому 2009 року Financial Times повідомила, що як урядовці, так і приватні інвестори бачили ознаки відновлення, такі як зростання цін на сировинні товари, 13-відсоткове зростання китайського фондового ринку за 10 днів та значне збільшення кредитування, що відображало успіх уряду у використанні державних банків для вливання ліквідності в реальну економіку.
Аналізуючи події 2010 року, економічний коментатор Джон Отерс дійшов висновку, що стимулювання та пов'язана з ним експансіоністська монетарна політика мали драматичний ефект на відновлення китайської економіки. Індекс Шанхаю різко падав з вересня 2008 року, коли збанкрутував Lehman Brothers, але падіння зупинилося, коли наприкінці жовтня просочилася інформація про заплановане стимулювання. На наступний день після офіційного оголошення про стимулювання індекс Шанхаю відразу зріс на 7,3 %, а потім продовжив стійке зростання. Виступаючи на літньому Давоському форумі 2010 року, прем'єр-міністр Вень Цзябао також віддав належне стимулюванню за хороші результати китайської економіки за останні два роки.
Ще в квітні 2009 року центральні банкіри та міністри фінансів залишалися обережними щодо загальної світової економіки; у травні Financial Times повідомляла, що, згідно з пакетом провідних показників, після спаду в березні в Європі також були ознаки швидкого відновлення. Сполучені Штати були однією з останніх великих економік, які впровадили масштабний план стимулювання, і сповільнення там, здавалося, триватиме ще принаймні кілька місяців. Також спостерігалося зростання ділової та споживчої довіри в більшості країн Європи, особливо в таких країнах з перехідною економікою, як Бразилія, Росія та Індія.
У червні Організація економічного співробітництва та розвитку (ОЕСР) повідомила про поліпшення глобальних економічних перспектив, прогнозуючи загальне зростання на 2010 рік. ОЕСР віддала належне планам стимулювання, застерігаючи, що їх не слід скасовувати занадто швидко. МВФ також повідомив про кращі, ніж очікувалося, глобальні економічні перспективи в липні, хоча й застеріг, що відновлення, ймовірно, буде повільним. Вони віддали належне «безпрецедентним» глобальним політичним заходам і, як і ОЕСР, закликали лідерів уникнути самозаспокоєння і не скасовувати занадто швидко фіскальну та монетарну політику, спрямовану на боротьбу з рецесією.
У широко поширеній статті, опублікованій у серпні 2009 року, Пол Кругман оголосив, що світ був врятований від загрози другої великої депресії завдяки «великому уряду».  Економіка США вийшла з рецесії в третьому кварталі 2009 року, що, на думку Financial Times, було результатом стимулюючих заходів.  У листопаді виконавчий директор МВФ Домінік Стросс-Кан повторив застереження щодо передчасного припинення стимулюючих заходів. Financial Times повідомила, що навіть у Європі виникли значні розбіжності, а високопоставлені члени Європейського центрального банку висловили занепокоєння щодо ризику занадто тривалого відтермінування виходу з кризи.
8 грудня 2009 року президент Обама оприлюднив те, що Financial Times назвала «другим планом стимулювання» для створення додаткових робочих місць  з використанням приблизно 200 мільярдів доларів невикористаних коштів, які були попередньо затверджені для Програми допомоги проблемним активам. У тій же промові він висловив думку, що початковий стимул вже врятував або створив 1,6 мільйона робочих місць. У статті, присвяченій 2009 року, економіст Арвінд Субраманіан написав у Financial Times, що економіка допомогла виправити ситуацію, надавши поради щодо політичних заходів, які успішно запобігли глобальному спаду в депресію, а заходи стимулювання фіскальної політики взяли «приклад з Кейнса».
У липні 2010 року журналіст-економіст Робін Хардінг написав для Financial Times, що більшість американських економістів згодні з тим, що стимулювання економіки США мало великий вплив на економіку, хоча він згадав таких відомих дисидентів, як Роберт Барро і Джон Б. Тейлор. Аргументи Барро проти ефективності стимулювання були розглянуті професором кейнсіанської економіки Дж. Бредфордом Делонгом.
У статті, опублікованій у липні 2010 року, головний економіст Moody's Investors Service Марк Зандл і колишній заступник голови Федеральної резервної системи Алан Бліндер передбачили, що без втручання уряду рецесія в США була б набагато гіршою. Вони підрахували, що без монетарних та фіскальних заходів безробіття досягнуло б піку на рівні близько 16,5% замість приблизно 10%, а падіння ВВП від піку до мінімуму склало б близько 12% замість 4%. Незважаючи на відсутність дефіцитного фінансування, без втручання дефіцит федерального бюджету США у 2010 та 2011 роках, за прогнозами, був би майже вдвічі більшим через передбачуване падіння податкових надходжень.
У серпні 2010 року у звіті незалежного Бюджетного управління Конгресу було встановлено, що стимулювання економіки США сприяло зростанню на 4,5%. Лідер меншості в Палаті представників Джон Бонер висловив скептицизм щодо точності звіту.  У березні 2011 року, посилаючись на дослідження ефективності фіскальних стимулів, проведені кількома десятками економістів та міжнародних організацій, Девід Ромер заявив МВФ, що «ми повинні вважати питання про ефективність фіскальних стимулів вирішеним».

## Заклики до подальшого розширення
У 2009 році економісти опублікували кілька книг, в яких висловлювали підтримку подальшому переходу до кейнсіанського мислення. Автори виступали за подальшу реформу академічної економіки, формування політики, і навіть загальної етики суспільства. Теоретичні аргументи щодо відносних переваг політики вільного ринку та змішаної економіки не завжди дають чіткий висновок. У своїй книзі 2009 року «Кейнс: Повернення майстра» економіст-історик лорд Скіделскі присвятив один розділ порівнянню результатів світової економіки в «золотий вік» 1951–1973 років, коли домінувала кейнсіанська політика, з періодом Вашингтонського консенсусу 1981–2008 років, коли провідні уряди прийняли політику вільного ринку. Семюел Бріттан з Financial Times назвав цю частину книги ключовою главою для читачів, які цікавляться практичними аспектами. Використовуючи дані МВФ, Скіделскі виявляє кращі економічні показники за цілим рядом показників, за винятком інфляції, де, за його словами, не було значної різниці. 
| Метрика                                      | Золотий вік | Період Вашингтонського консенсусу |
| -------------------------------------------- | ----------- | --------------------------------- |
| Середнє глобальне зростання                  | 4,8 %       | 3,2 %                             |
| Середня світова інфляція                     | 3,9 %       | 3,2 %                             |
| Середній рівень безробіття (США)             | 4,8 %       | 6,1 %                             |
| Середній рівень безробіття (Франція)         | 1,2 %       | 9,5 %                             |
| Середній рівень безробіття (Німеччина)       | 3,1 %       | 7,5 %                             |
| Середній рівень безробіття (Велика Британія) | 1,6 %       | 7,4 %                             |

Скіделскі  вважає, що високі темпи глобального зростання в «золотий вік» були особливо вражаючими, враховуючи, що в той період Японія була єдиною великою азіатською економікою, яка демонструвала високі темпи зростання; винятковий ріст Китаю та інших азіатських країн з перехідною економікою, що підвищив середній глобальний показник, відбувся пізніше. Він також зазначає, що «золотий вік», порівняно з іншими періодами, був значно стабільнішим. Мартін Вольф виявив, що в 1945–1971 роках (27 років) у світі відбулося лише 38 фінансових криз, тоді як у 1973–1997 роках (24 роки) їх було 139. Скіделскі також повідомляє, що нерівність загалом зменшувалася під час золотого віку, тоді як після формування Вашингтонського консенсусу вона зростала. Він зазначає, що Південна Америка була винятком із загального зростання нерівності; з кінця 1990-х років нерівність там зменшувалася, що, на думку Джеймса К. Галбрейта, ймовірно, було пов'язано з раннім «відходом від неоліберальної ортодоксальності» в цьому регіоні.
У своїй книзі 2009 року «Рішення Кейнса» посткейнсіанський економіст Пол Девідсон наводить ще один історичний приклад ефективності кейнсіанської політики, посилаючись на досвід Сполучених Штатів під час Великої депресії. Він зазначає, як економічне зростання та рівень зайнятості зростали протягом чотирьох років поспіль, коли президент Рузвельт проводив політику Нового курсу. Коли в 1937 році уряд скоротив видатки через побоювання щодо дефіциту бюджету, всі досягнення були втрачені за один рік, і зростання відновилося лише після того, як видатки знову збільшилися з 1938 року, у відповідь на зростаючу прийнятність дефіцитного фінансування під час рецесії, а пізніше — через Другу світову війну. Для Девідсона цей досвід підтверджує думку, що кейнсіанська політика має силу забезпечити повну зайнятість і процвітання для всієї робочої сили уряду. Девідсон також писав, що як стабільність цін, так і зайнятість у кейнсіанську епоху були кращими навіть за класичну епоху золотого стандарту, яка закінчилася Першою світовою війною.
8 листопада 2008 року Пол Девідсон і Генрі К.К. Лю написали спільного відкритого листа до світових лідерів, які брали участь у саміті в Білому домі 15 листопада, присвяченому фінансовим ринкам і світовій економіці, закликаючи переглянути аналітичну систему Кейнса, яка сприяла золотому віку першого чверті століття після Другої світової війни. Лист, підписаний багатьма економістами, які його підтримують, виступає за нову міжнародну фінансову архітектуру, засновану на оновленій версії плану Кейнса для 21 століття, який був спочатку запропонований у Бреттон-Вудсі в 1944 році.
Наприкінці листа ця нова міжнародна фінансова архітектура описується як така, що має на меті створити (1) новий глобальний валютний режим, який функціонує без валютної гегемонії, (2) глобальні торговельні відносини, які підтримують, а не гальмують внутрішній розвиток, та (3) глобальне економічне середовище, яке стимулює кожну країну до сприяння повній зайнятості та підвищення заробітної плати для своєї робочої сили.

## В академічних колах
Серед провідних економістів відбувся помітний зсув у бік кейнсіанського мислення. Деякі з них, такі як Пол Кругман, Джеймс Галбрейт і Бред Делонг, вже були кейнсіанцями, але в 2008 році почали привертати значно більше уваги завдяки своїй підтримці кейнсіанської політики. Інші, такі як Річард Познер і Мартін Фельдштейн, раніше асоціювалися з антикейнсіанським мисленням, але до 2009 року публічно перейшли на кейнсіанську економіку, що справило значний вплив на інших економістів. Книга Познера 2009 року «Провал капіталізму» була критикою ліберального капіталізму та його ідеологів.
Цей перехід до кейнсіанського мислення був широко підтриманий багатьма політично активними економістами по всьому світу. У роки, що передували відродженню, Німеччина була домівкою для деяких з найвідвертіших критиків кейнсіанства, проте, за словами економіста Себастіана Дуллієна, який писав у грудні 2008 року, «важливі голоси в німецькій економічній професії зараз закликають до прийняття великого пакету стимулів, який має бути прийнятий якомога швидше». Газета «Нью-Йорк Таймс» повідомила, що на щорічних зборах Американської економічної асоціації в березні 2008 року економісти залишалися ворожими або принаймні скептичними щодо ролі уряду в зміцненні ринкового сектора або пом'якшенні рецесії за допомогою фіскальних стимулів. Але вже під час зборів у січні 2009 року практично всі висловили свою підтримку таким заходам.
Було кілька відомих економістів-дисидентів, таких як Роберт Барро та Юджин Фама, але в 2008 та на початку 2009 року їхні заперечення мали незначний вплив на основну дискусію. Дисидентом з Німеччини був Стефан Хомбург, який у січні 2009 року скаржився: «Я просто не можу зрозуміти, як так багато професорів економіки зробили повний розворот. Вони всі з'їхали з глузду?» Серед менш відомих економістів, які зазвичай дискутують лише зі своїми колегами і пишуть переважно в фахових журналах, істотна зміна думок була менш очевидною. У березні 2009 року Галбрейт заявив, що не помітив жодних змін серед академічних економістів, а також перегляду ортодоксальних поглядів у журналах.
До 2008 року більшість провідних економістів сходилися на думці, що фіскальні стимули не працюють. Нові кейнсіанці та нові класичні економісти раніше домовилися, що монетарна політика є достатньою для більшості спадів, і дві школи думки дискутували лише про технічні деталі. Масштаби рецесії змусили нових кейнсіанців переоцінити потенціал великих стимулів, і їхні дебати з новими класичними економістами, які часто повністю виступали проти стимулів, стали змістовними. Деякі економісти (переважно посткейнсіанці) звинувачували нову кейнсіанську систему в тому, що вона настільки інтегрована з неокласичними впливами, що підтримують вільний ринок, що в цьому випадку термін «кейнсіанський» можна вважати неправильним.

Фінансова криза 2008 року змусила економістів приділяти більше уваги оригінальним теоріям Кейнса. У лютому 2009 року Роберт Шиллер і Джордж Акерлоф у своїй книзі «Тваринні духи» стверджували, що поточний пакет стимулів США був занадто малим, оскільки не враховував втрату довіри і не робив достатньо для відновлення доступності кредитів. У статті для The New York Times від вересня 2009 року, присвяченій урокам, які економісти повинні винести з кризи, Кругман закликав економістів відійти від неокласичних моделей і застосовувати кейнсіанський аналіз, написавши:
Ось що, на мою думку, повинні зробити економісти. По-перше, вони повинні визнати незручну реальність, що фінансові ринки далекі від досконалості, що вони піддаються надзвичайним ілюзіям і божевіллю натовпу. По-друге, вони повинні визнати, що кейнсіанська економіка залишається найкращою моделлю для розуміння рецесій і депресій. По-третє, вони повинні зробити все можливе, щоб врахувати реалії фінансів у макроекономіці.
До середини 2010 року інтерес до ідей Кейнса в академічних колах продовжував зростати, незважаючи на те, що очевидний консенсус серед провідних економістів був порушений, а відродження кейнсіанської політики певною мірою зупинилося.
У жовтні 2011 року журналіст Джон Кэссиди відзначив велику кількість нових книг, що нещодавно вийшли про Кейнса, в тому числі від провідних університетів, таких як Кембридж і MIT, а до кінця того року мали вийти ще більше книг.

## Критика
Кейнсіанські ідеї також викликали значну критику в цей період. Хоча з кінця 2008 року до початку 2010 року серед міжнародних лідерів існував широкий консенсус щодо необхідності скоординованих стимулів, німецька адміністрація спочатку виділялася своєю небажанням повністю прийняти кейнсіанську політику. У грудні 2008 року міністр фінансів Німеччини Пір Штайнбрюк розкритикував Гордона Брауна за підтримку кейнсіанських стимулів, сказавши: «Перехід від десятиліть політики, орієнтованої на пропозицію, до грубого кейнсіанства просто вражає». Наприкінці січня 2009 року Німеччина оголосила про другий план стимулювання, який, порівняно з ВВП, був більшим за британський. Джордж Осборн, на той час тіньовий міністр фінансів Великої Британії, ще в жовтні 2008 року виступив проти повернення до кейнсіанської політики, заявивши, що «навіть помірні кейнсіанські витрати» можуть стати «крилатою ракетою, спрямованою в саме серце відновлення».
Критики стверджували, що кейнсіанська політика буде контрпродуктивною, оскільки вона спричиняє інфляцію, збільшує розрив у доходах і змушує споживачів ще більше обмежувати свої витрати, оскільки вони очікують на підвищення податків у майбутньому. У 2009 році понад 300 професійних економістів на чолі з трьома лауреатами Нобелівської премії з економіки, Джеймсом М. Бьюкененом, Едвардом К. Прескоттом і Верноном Л. Смітом, підписали заяву проти збільшення державних витрат, стверджуючи, що «зниження податкових ставок і зменшення тягаря уряду є найкращими способами використання фіскальної політики для стимулювання зростання».
Роберт Барро, професор економіки Гарвардського університету (автор гіпотези Рікардіанської еквівалентності 1974 року, яка стверджує, що державні стимули є неефективними в умовах досконалого ринку), стверджував, що стимулюючі витрати США можуть бути нерозумними через один із факторів, від якого залежала ефективність Закону про відновлення та реінвестиції США 2009 року, а саме «ефект мультиплікатора»; фіскальний мультиплікатор, який повинен бути більшим за одиницю, щоб ефект відбувся, на практиці був близьким до нуля, а не 1,5, як, за його словами, припускала команда Обами, що означає, що додаткові робочі місця, створені завдяки стимулюванню, будуть нівельовані меншим обсягом виробництва та інвестицій у приватному секторі. Група німецьких економістів також стверджувала, що розмір мультиплікативного ефекту був переоцінений, тоді як Меморандумна група німецьких професорів економіки стверджувала протилежне і вимагала більшого стимулювання.
Економіст Едвард Прескотт (автор моделі реального бізнес-циклу, яка, на думку посткейнсіанців, не змогла передбачити кризу) та економіст Юджин Фама стверджували, що плани стимулювання навряд чи матимуть позитивний ефект на зайнятість, а навіть можуть їй зашкодити. Економіст Джеффрі Сакс сумнівався в позитивному ефекті, оскільки стимулювання та пов'язані з ним заходи «можуть спрацювати в короткостроковій перспективі, але загрожують спричинити ще більші кризи протягом декількох років». У статті від червня 2010 року, посилаючись на охолодження ентузіазму щодо подальшого стимулювання серед політиків на саміті G-20 у Торонто в 2010 році, Сакс заявив, що кейнсіанська економіка переживає свій «останній ура».
Також були аргументи, що Велика рецесія початку 21 століття була спричинена не надмірно вільними ринками, а залишками кейнсіанської політики.  Луїджі Зінгалес із Чиказького університету стверджував, що «кейнсіанство — це лише зручна ідеологія для приховування корупції та політичного патронажу». У лютому 2009 року Алан Рейнольдс, старший науковий співробітник Інституту Като, визнав відродження кейнсіанства, але заявив, що дані різних досліджень свідчать про неефективність кейнсіанських заходів, а прихильники кейнсіанства, здається, керуються сліпою вірою. У 2009 році історик Томас Вудс, прихильник австрійської економічної школи, опублікував книгу «Meltdown», в якій звинувачує у кризі втручання уряду і вказує на Федеральний резерв як головного винуватця фінансової катастрофи.
Професор Джон Белламі Фостер, соціолог, поставив під сумнів, чи відродження було справді кейнсіанським за своїм характером. Він припустив, що ті нечисленні економісти, яких він вважає справді прогресивними, такі як Джеймс Галбрейт, зараз далекі від центру уряду. Він також стверджував, що суспільство повинно звертатися до Карла Маркса, а не до Кейнса, за повним вирішенням економічних проблем.

## Наслідки: 2010 рік і пізніше
За словами Генрі Фаррелла та Джона Квіггіна, попередній очевидний консенсус щодо кейнсіанської політики серед провідних економістів наприкінці 2009 року почав розпадатися на розбіжності. Повернення до попереднього консенсусу щодо вільного ринку не відбулося, але очевидна єдність попереднього року зникла. Частково це було пов'язано з тим, що заперечення антикейнсіанців, таких як Роберт Барро, привернули ширшу увагу, а частково — з втручанням елітних економістів, які раніше трималися осторонь дебатів, зокрема з ЄЦБ, а також інших, включаючи Джеффрі Сакса. Відсутність консенсусу серед експертів зробила політиків вразливими до закликів відмовитися від кейнсіанської політики на користь фіскальної консолідації.
У квітні 2010 року в комюніке за підсумками зустрічі міністрів фінансів у Вашингтоні було висловлено заклик продовжувати стимулюючу політику доти, доки відновлення не буде міцно закріплено сильною активністю приватного сектора, хоча й визнавалося, що деякі країни вже почали відходити від цієї політики. До середини 2010 року попередній глобальний консенсус щодо продовження кейнсіанських стимулів розпався, що відображало «розбіжність думок», яка виникла серед провідних економістів. Особливо в Європі посилилися заклики до негайного жорсткого фіскального курсу після таких подій, як грецька боргова криза та зміна уряду лейбористів у Великій Британії на коаліцію, в якій домінували консерватори, після виборів у травні 2010 року. Хоча деякі високопосадовці, зокрема зі Сполучених Штатів та Індії, продовжували виступати за підтримку стимулювання доти, доки глобальне відновлення не стане більш стійким, у комюніке G20, опублікованому після зустрічі міністрів фінансів у Бусані в червні 2010 року, було схвалено тенденцію до фіскальної консолідації, а не до подальшого стимулювання за рахунок дефіциту. G20 підтвердила, що рішуче втручання уряду було правильною реакцією у 2008 та 2009 роках. Тодішній директор-розпорядник МВФ Домінік Стросс-Кан, який був провідним прихильником стимулюючих витрат ще з січня 2008 року, заявив, що він задоволений таким поворотом подій.
Європейські політичні лідери розпочали суттєві заходи жорсткої економії. У липні 2010 року провідний європейський економіст Жан-Клод Тріше, президент ЄЦБ, заявив, що настав час усім індустріальним країнам припинити стимулювання і почати жорстку політику.  Кейнсіанські економісти та біограф Кейнса лорд Скіделскі заперечували проти заходів з скорочення витрат, враховуючи все ще нестабільну економіку. У статті, опублікованій у липні 2010 року, колумніст Financial Times Філіп Стівенс стверджував, що останні події показують, що ринки знову стали провідними чинниками, що впливають на західну економічну політику, а Бред ДеЛонг написав, що він вважає, що він і його колеги-кейнсіанці програли суперечку щодо фіскального стимулювання.
У квітні 2011 року професор Патрік Данліві написав, що відродження спричинило «відповідну реакцію проти держави», яка почалася в Америці з таких рухів, як «Чайна партія», а згодом поширилася на Європу. Він також заявив, що, ймовірно, ідеологічні війни між конкуруючими економічними світоглядами повернулися назавжди. У вересні Стівен Раттнер висловив думку, що президентські вибори 2012 року в США стануть змаганням між економічними політиками Кейнса і Фрідріха Гаєка, або «зіткненням ідеологій, якого Америка не бачила вже десятиліття». Республіканські кандидати відкрито вихваляли Гаєка і Людвіга фон Мізеса. За словами Раттнера, хоча економічна стратегія демократів залишалася в основному заснованою на Кейнсі, ім'я економіста тепер рідко згадувалося; Кейнс став майже політично токсичним словом через широку критику кейнсіанського стимулювання 2009 року. Раттнер посилається на роботи Алана Бліндера та Марка Занді, які визначили, що стимулювання економіки США 2009 року врятувало близько 8,5 мільйонів робочих місць, а з третім стимулюванням Обами було заплановано створити 1,9 мільйона робочих місць у 2012 році за допомогою плану створення робочих місць вартістю 450 мільярдів доларів. Також у вересні президент Європейської комісії Жозе Мануель Баррозу закликав до додаткової фіскальної політики для стимулювання економічного зростання, визнаючи при цьому, що багато європейських країн на той час не мали можливості запустити суттєву програму стимулювання. Канцлер Німеччини Ангела Меркель відхилила ідею подальшого стимулювання.
До листопада 2011 року зусилля щодо ухвалення Закону про американські робочі місця Обами були відхилені Конгресом США.  У Великобританії Девід Кемерон виступив з промовою, в якій визнав погіршення економічних перспектив, але заявив, що ті, хто виступає за традиційні фіскальні стимули, «небезпечно помиляються». Саймон Кокс, редактор з питань економіки Азії в журналі The Economist, передбачив, що, хоча Китай може зіткнутися з економічними викликами в майбутньому, нові лідери, які, як очікується, займуть найвищі посади наприкінці 2012 року (Сі Цзіньпін і Лі Кецян), набагато менш схильні, ніж їхні попередники, реагувати за допомогою кейнсіанської політики. Також у листопаді антиподатковий активіст Річард Мерфі випустив книгу «The Courageous State» («Смілива держава»), в якій закликав до відродження кейнсіанства, яке, на його думку, є найкращою економічною політикою в інтересах простих людей. Мерфі вважає, що відродження кейнсіанства згасло наприкінці 2009 року. Серед впливових діячів, які виступили проти кейнсіанської політики, навіть з лівого центру, — член Британської лейбористської партії Моріс Гласман, улюбленим економістом якого є Гаєк,та дипломат Карне Росс, який стверджував, що жодна форма централізованої влади не може вирішити проблеми сучасного світу, і натомість виступав за антидержавну форму демократії участі.
У січні 2012 року Філіп Стівенс повторив свою попередню думку про те, що ринки знову мають вирішальний вплив на формування економічної політики, також зазначивши зниження довіри громадськості до уряду як в Європі, так і в США, а також більшу стурбованість щодо державного боргу. Однак у березні, визнаючи, що відновлення зупинилося, Пол Кругман висловив оптимізм щодо довгострокових перспектив досягнення стійкого переходу до кейнсіанства як в основній економічній теорії, так і в розробці політики.  У травні Кругман опублікував книгу «Покінчіть з цією депресією зараз!», в якій він повторив свої заклики до більш широкого використання фіскальних стимулів, хоча, за даними Financial Times, його пропозиції були «скромними» і «обережними», що відображало опір таким заходам з моменту закінчення відновлення економіки.
У червні Кругман і Річард Лейард опублікували «Маніфест економічного сенсу», в якому закликають до більш широкого використання стимулюючої фіскальної політики для зменшення безробіття та стимулювання зростання. [153] До середини 2012 року, з огляду на триваючу кризу євро та стійке високе безробіття в США, європейські та американські політики знову почали розглядати стимулюючі заходи, але не повернулися до консенсусу щодо стимулювання, який існував у 2009 році. Після саміту G8 2012 року лідери опублікували заяву, в якій визнали різноманітність думок щодо найкращих заходів для зміцнення своїх економік.
У січні 2013 року нещодавно обраний консервативний уряд Японії оголосив про пакет кейнсіанських стимулів на суму 10 трильйонів єн, який мав включати громадські роботи та створити 600 000 нових робочих місць.  У той же час Financial Times опублікувала статтю Вольфганга Мюнхау «США приєднуються до помилкового прагнення до жорсткої економії», оскільки Сполучені Штати відмовлялися від відносно стимулюючої політики, яку вони проводили до 2013 року, повторюючи, на думку автора, помилку Європи.  У липні 2013 року Філіп Міровскі написав, що не тільки відновився кейнсіанський підхід, але й конкурентна економічна орієнтація неолібералізму вийшла з фінансової кризи сильнішою, ніж будь-коли.

У травні 2016 року три економісти МВФ опублікували нові результати досліджень і розкритикували деякі фундаментальні припущення неоліберальної доктрини. Вони попередили, що політика жорсткої економії може принести більше шкоди, ніж користі, через її соціальні витрати, такі як збільшення нерівності, що «в свою чергу шкодить рівню та стійкості зростання». Говорячи про лібералізацію рахунку капіталу, тобто необмежений рух капіталу через міжнародні кордони («відкритість»), та фіскальну консолідацію, тобто політику скорочення фіскального дефіциту та рівня боргу («жорстка економія»), вони написали: 
«Оскільки і відкритість, і жорстка економія пов'язані зі збільшенням нерівності доходів, цей розподільчий ефект створює негативний зворотний зв'язок. Збільшення нерівності, спричинене фінансовою відкритістю та жорсткою економією, може саме по собі підірвати зростання, яке неоліберальна програма прагне стимулювати. Зараз є переконливі докази того, що нерівність може значно знизити як рівень, так і стійкість зростання».
Крім того, вони рекомендували активно боротися з нерівністю шляхом перерозподілу багатства за допомогою податків і державних витрат, зазначивши, що «докази економічного збитку від нерівності свідчать про те, що політики повинні бути більш відкритими до перерозподілу, ніж вони є зараз», і що «побоювання, що така політика сама по собі обов'язково зашкодить зростанню, є безпідставними».
До жовтня 2016 року в багатьох країнах відбулося нещодавнє збільшення фіскальних стимулів, а також лунали заклики до повернення до фіскальних стимулів і політики управління попитом для подальшого зростання або, принаймні, до подальших досліджень з метою уточнення сфери застосування таких політик.